# Берег (Ярославская область)
Бе́рег — упразднённая в 2000 году деревня в Даниловском районе Ярославской области России. 

## География
Находится в 41 км от Данилова в 10 км от автомобильной дороги Данилов-Шаготь на правом берегу реки Ухра, рядом с впадением в неё реки Ушлонка, выше её устья. Нежилая.

## История
Упразднена официально Постановлением Государственной Думы Ярославской области от 28 ноября 2000 года № 148 «Об исключении из учётных данных населённых пунктов Даниловского района Ярославской области». В современных перечнях населённых пунктов не значится.